# Kingsley Amis
Kingsley Amis CBE (Clapham, 1922 - Londres, 1995) fou un escriptor anglès que va destacar per les seves novel·les còmiques i les seves crítiques literàries.
Va escriure més de 20 novel·les, sis volums de poesia, memòries, contes, guions de ràdio i televisió i obres de crítica social i literària. És conegut sobretot per comèdies satíriques com Lucky Jim (1954), One Fat Englishman (1963), Ending Up (1974), Jake's Thing (1978) i The Old Devils (1986). El seu biògraf, Zachary Leader, va anomenar Amis "el millor novel·lista còmic anglès de la segona meitat del segle XX". El 2008, The Times el va classificar en el novè lloc de la llista dels 50 millors escriptors britànics des de 1945.
Elogià Ian Fleming, Iris Murdoch i la ciència-ficció i publicà diverses antologies poètiques, entre les quals destaca The Amis Anthology, on recollí els seus poemes preferits de tota la literatura anglosaxona, amb comentaris de cadascun d'ells. Se'l sol considerar un dels membres més famosos del grup Angry Young Men. És el pare del també escriptor Martin Amis.

## Obres destacades
- Lucky Jim
- Take a Girl Like You
- The Anti-Death League
- The Old Devils